# The Man Who Stayed at Home
Pour plus de détails, voir Fiche technique et Distribution.
The Man Who Stayed at Home est un film d'espionnage muet américain réalisé par Herbert Blaché, sorti en 1919.

## Synopsis
Pendant la Grande Guerre, un jeune homme qui refuse de s'enrôler dans l'armée est témoin d'agissement de la part d'espions allemands.

## Fiche technique
- Titre original : The Man Who Stayed at Home
- Réalisation : Herbert Blaché
- Scénario : June Mathis, J.E. Harold Terry, Lechmere Worrall
- Directeur de la photographie : Eugene Gaudio
- Producteur : Maxwell Karger
- Société de production : Nazimova Productions
- Société de distribution : Metro Pictures Corporation
- Film muet - Noir et blanc - 6 bobines
- Date de sortie : États-Unis : 6 juillet 1919

## Distribution
- King Baggot : Christopher Brent
- Claire Whitney : Molly Preston
- Robert Whittier : Fritz
- A.J. Herbert : Norman Preston
- Lilie Leslie : Miriam Lee
- Frank Bennett : Carl Sanderson
- Ricca Allen : Miss Myrtle
- Robert Paton Gibbs : Juge Preston
- Julia Calhoun : Fräulein Schroeder
- Ida Darling : Mrs. Sanderson
- A. Lloyd Lack : Gaston Letour
- Betty Hutchinson : Cameo